# Il re dei re (film 1961)
Il re dei re (King of Kings) è un film del 1961 ispirato ai vangeli, diretto da Nicholas Ray, che la Metro-Goldwyn-Mayer ha distribuito nel circuito cinematografico statunitense il 30 ottobre 1961.

## Trama
63 a.C.. Gneo Pompeo Magno conquista Gerusalemme e la fa saccheggiare. Appena entrato in città, il condottiero romano arriva al sacro tempio per impossessarsi del mitico tesoro di Salomone e, per penetrarvi, fa uccidere i sacerdoti. Ma, entrato, scopre che il tesoro non erano altro che i rotoli della Torah. Deluso, sta per gettarli tra le fiamme quando un sacerdote sopravvissuto alla strage se li fa consegnare e li porta in salvo. Molti anni dopo scoppiano infinite ribellioni all'autorità di Roma e i Romani ordinano varie crocifissioni e mettono sul trono della Giudea il crudele Erode il Grande. 
La narrazione del film si sposta quindi all’anno della nascita di Gesù. Siamo a Betlemme, dove il falegname Giuseppe e la moglie Maria sono arrivati per farsi censire. Non trovando alloggio per la notte, si rifugiano in una stalla dove nasce il loro primogenito, Gesù, adorato dai pastori e dai magi venuti dall'oriente. Erode, venuto a sapere di questa nascita, ordina al centurione Lucio e ai suoi uomini di andare a Betlemme ed uccidere tutti i bambini neonati. Avvertiti in sogno da un angelo, Maria e Giuseppe fuggono in Egitto con il bambino. Intanto Erode muore, ucciso dal figlio Erode Antipa che prende il potere.
Dopo questi fatti il film riparte a Nazareth dove Gesù, ormai dodicenne, lavora nella bottega insieme a Giuseppe. Arrivano dei soldati capitanati da Lucio che si accorge che Gesù è sfuggito alla strage dei neonati (però lo copre) e ordina ai suoi genitori di farlo censire. Ancora una volta, la narrazione del film passa a molti anni dopo e si vedono dei ribelli, capitanati da Barabba e da Giuda Iscariota, pronti ad assalire la carovana che trasporta da Roma a Gerusalemme il nuovo governatore della Giudea Ponzio Pilato e la moglie Claudia. L'attacco fallisce e Pilato s'incontra sulle rive del fiume Giordano con il re Erode Antipa. I due si voltano e vedono Giovanni Battista che predica alle folle. In quel momento arriva Gesù trentenne che si fa battezzare. Poi va nel deserto e viene tentato dal diavolo e dopo arriva in Galilea dove raccoglie gli apostoli. Intanto a Gerusalemme Erode ordina a Lucio di arrestare Giovanni che si trovava in città per predicare e Gesù lo va a trovare nelle carceri. Giuda lascia i ribelli di Barabba e si unisce agli apostoli. Gesù comincia a predicare e raduna grandi masse di persone tra cui la stessa moglie di Pilato (Claudia) e Lucio. Erode fa decapitare Giovanni per un capriccio della figliastra Salomè. Egli, Pilato e il sommo sacerdote Caifa sono terrorizzati dalle opere e dai miracoli di Gesù.
Barabba prepara una grande rivolta a Gerusalemme ed intanto Gesù entra trionfalmente nella città santa e va al tempio per predicare. I ribelli assaltano la fortezza Antonia però intervengono le legioni di Pilato che soffocano la rivolta (provocando centinaia di vittime) ed arrestano Barabba. Gesù, la sera del Giovedì di Pasqua, fa l'ultima cena insieme agli apostoli e va a pregare al Getsemani. Intanto Giuda vuole che il suo maestro liberi la Giudea dai Romani e per forzargli la mano lo consegna nelle mani delle autorità giudaiche. Gesù viene portato da Pilato (che dopo averlo processato lo consegna nelle mani di Erode che a sua volta glielo rimanda) e flagellato. Claudia implora il marito di liberarlo ma il popolo vuole la liberazione di Barabba; Pilato li accontenta e si lava le mani. Gesù, con la croce sulle spalle e la corona di spine sul capo, arriva al Golgota e viene crocifisso insieme a due ladroni. Giuda, pentito, s'impicca e il suo corpo è trovato da Barabba. Gesù muore sotto gli occhi della madre, dell'apostolo Giovanni, di pochi soldati, di Claudia e di Lucio (che pronuncia le fatidiche parole: "Era davvero il figlio di Dio"). Il suo corpo è deposto dalla croce e portato nel sepolcro. Maria Maddalena trova la tomba vuota ed incontra Gesù risorto. Il film si conclude sulle rive del lago di Tiberiade, dove Gesù appare agli apostoli e dice loro di portare il suo messaggio sino ai confini del mondo.

## Produzione
La pellicola venne interamente girata in Spagna, nelle seguenti località: 
- Chinchón, per le scene del Discorso della Montagna;
- Navacerrada, per le scene del Golgota;
- El Fresno, per le scene lungo il fiume Giordano;
- Manzanares el Real, per le scene di Nazareth;
- Lago Alberche, per le scene lungo il Mar di Galilea;
- gli studi Sevilla Films ed Estudios Chamartín a Madrid.

## Galleria d'immagini

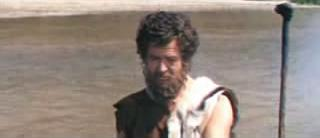
Robert Ryan interpreta Giovanni Battista.
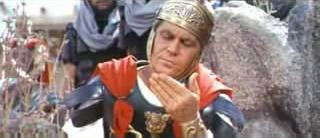
Ron Randell interpreta Lucio, il centurione.
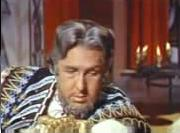
Frank Thring interpreta Erode Antipa, re di Giudea.
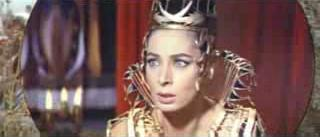
Rita Gam interpreta Erodiade, moglie di Erode Antipa.
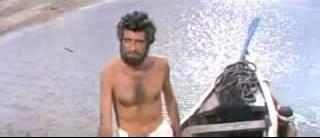
Royal Dano interpreta Pietro.
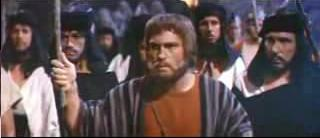
Rip Torn interpreta Giuda Iscariota.
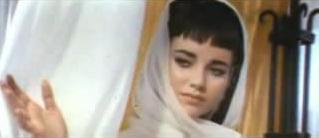
Brigid Bazlen interpreta Salomè, figlia di Erodiade.

## Distribuzione
Rispetto ai passaggi televisivi, DVD e Blu-ray includono: Ouverture (nella didascalia del film è scritto in lingua inglese: "Overture") - Intermission - Entr'Acte - Finale